# Связанные обманом
«Связанные обманом» — кинофильм.

## Сюжет
Доктор Филлип Бенеш, судебный психиатр, постоянно преследуем психически неуравновешенной девушкой, которая несмотря на все свои старания получает одни лишь отказы от привлекательного специалиста. Психиатр, невоспринимавший девушку всерьёз, вскоре узнаёт, что найден её труп и все подозрения падают на него, ставя под угрозу тем самым карьеру и брак Филлипа.

## В ролях
- Пауэрс Бут — Филлип Бенеш
- Пэм Доубер — Эллен Бенеш
- Лиза Коллинз — Корри
- Розалинд Чао